# 神仙豆腐
神仙豆腐是中国广西桂林、贵州石阡、安徽岳西、江西、陕南、侗乡等西南地方，一种以叶子制成的“绿色豆腐”的特产食品，有些地方称为神仙凉粉、观音豆腐、绿豆腐、草豆腐、神仙槎豆腐。神仙豆腐的原料是马鞭草科豆腐柴属的豆腐柴，或者是忍冬科六道木属的二翅六道木，在当地称为“神仙树”、“观音柴”、“豆腐草”或“观音草”。

## 传说
侗乡传说，古时乡里曾有天灾，当地首领受到神仙指点，采摘“斑鸠叶”的叶子制成豆腐，以此度过饥荒，“神仙豆腐”因而得名。
皖西地方传说：竹山县百里河羚羊沟有位孝子王生，家中贫困但极其孝顺母亲。有一年，村裡断了粮食，王生在神仙指引下寻得“神仙叶子”挨过困境，也帮助村里度过饥荒。

## 制作
制作神仙豆腐是一项纯手工的工艺，制作的方法是将神仙叶摘下洗净，然后开水烫熟搅拌成糊，再用纱布将糊过滤挤压出汁液，加入草木灰水搅拌均匀，将汁液静置两、三个小时，等待凉透自然凝固即可。
神仙豆腐有一定的热能，据传有退火、清凉解毒、保健的营养价值，并且有防治因肝炎、肺热引起的各种疾病的功能。

## 参見
- 燒仙草

## 外部連結
- 石阡神仙豆腐采访视频 （页面存档备份，存于）